# DVD-RAM
Pour les articles homonymes, voir RAM.
Pour un article plus général, voir DVD.
 (octobre 2024).
Si vous disposez d'ouvrages ou d'articles de référence ou si vous connaissez des sites web de qualité traitant du thème abordé ici, merci de compléter l'article en donnant les références utiles à sa vérifiabilité et en les liant à la section « Notes et références ».

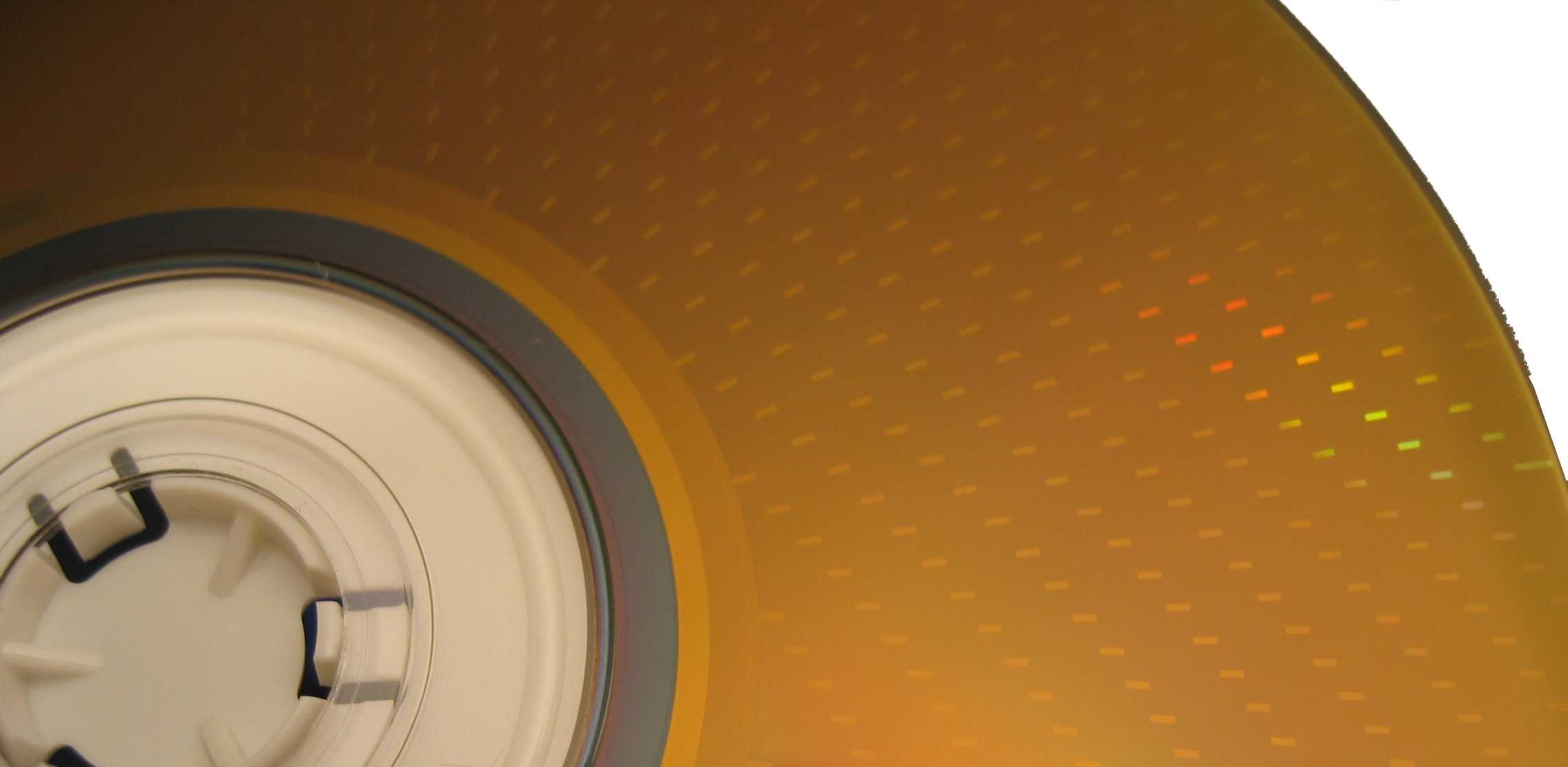
Un disque DVD-RAM est reconnaissable à la multitude de petits rectangles qui parcourent la surface de données.

DVD-RAM (en anglais : DVD–Random Access Memory, en français : « Disque numérique polyvalent à accès direct ») est une spécification de disque optique dont le principal atout est de permettre d'enchaîner aléatoirement lectures et écritures. 
Il définit les médias réinscriptibles de DVD-RAM et les enregistreurs appropriés.

## Introduction

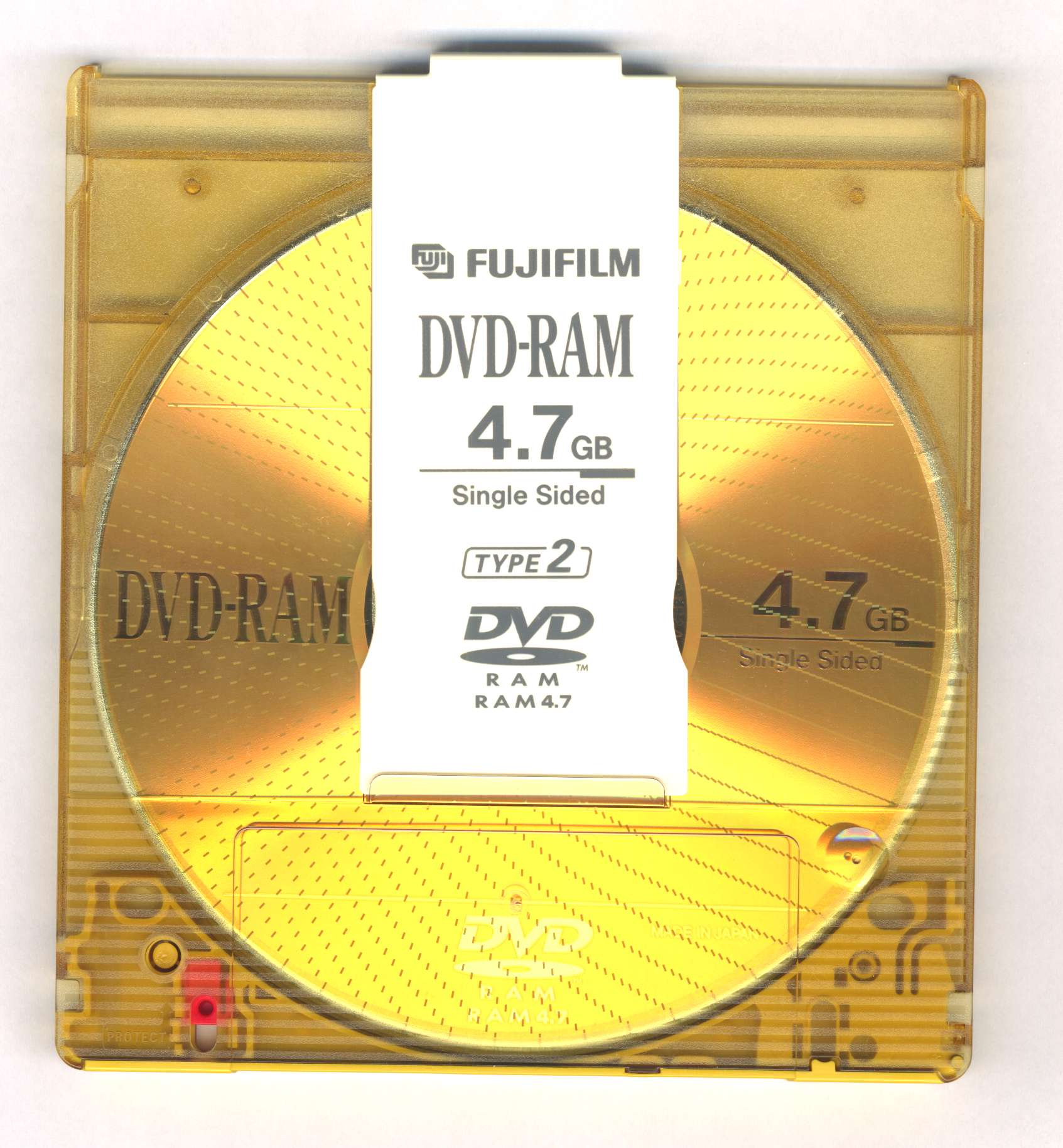
Boite contenant un disque numérique polyvalent à accès direct.

Le DVD-RAM est un format de DVD réinscriptible, au même titre que les DVD+/-RW, dont le principal atout est de permettre d'enchaîner aléatoirement lectures et écritures.
Parmi les trois technologies actuelles concurrentes de DVD réinscriptibles (DVD-RAM, DVD+RW et DVD-RW), le DVD-RAM est considéré comme un format fortement fiable, car les disques ont un contrôle d'erreur intégré et un système de gestion des défauts. Par conséquent, un DVD-RAM est perçu comme étant meilleur que les autres technologies de DVD pour une utilisation dans des tâches informatiques traditionnelles comme le stockage de données en général, la copie de secours et l'archivage, bien que la norme de Mount Rainier (écriture de paquets) (en) pour DVD+RW tempère ceci légèrement.

Curieusement, le DVD-RAM a une plus grande présence dans les caméscopes (souvent Panasonic et Pioneer dans les débuts).
Les appareils de salon enregistreurs ne lisent pratiquement pas les DVD-RAM, hormis les Panasonic et certaines marques japonaises. Un lecteur de salon enregistreur de DVD-RAM permet de faire du timeshifting, c'est-à-dire enregistrer et lire en même temps le début d'un programme en cours, ce que les autres formats DVD+RW et DVD-RW ne permettent pas. Concernant les ordinateurs, les DVD-RAM sont plus facilement lisibles si on prend une marque japonaise, Pioneer, Panasonic, Teac, Nec.
Les DVD-RAM sont plus fiables étant donné que leur fabrication n'est pas faite par des sous-marques comme c'est le cas avec les DVD enregistrables normaux. En effet, seules quelques marques fabriquent des DVD-RAM, et la plupart du temps ils sont fabriqués au Japon, étant donné le faible marché des DVD-RAM.

## Historique
Le DVD-RAM est présenté en 1996 lors du DVD Forum[réf. souhaitée].
Les DVD-RAM sont employés dans des ordinateurs aussi bien que des caméscopes et des magnétoscopes personnels depuis 1998 au Japon ; en Europe, on ne commençait à trouver des DVD-RAM vierges que vers l'an 2002, presque cinq ans après que le format eut été créé, mais les graveurs de PC n'étaient alors que rarement compatibles, aussi bien en lecture qu'en gravure. Les graveurs DVD+R commençaient a peine à arriver sur l'Europe avec leur souci de compatibilité +R -R bien que les lecteurs de PC soient déjà compatibles, en particulier les portables (surtout les marques japonaises). Les enregistreurs DVD-RAM de salon n'ont jamais été très connus (en Europe) et souvent une seule platine était présente en grande surface alors qu'on trouvait déjà plusieurs platines DVD+RW ou -RW à côté. Ils n'ont connu que quelque modèles vers 2003/2004.
Au Japon, la situation était différente, les DVD-RAM sont plus connus depuis longtemps à cause des marques qui en ont fait la promotion depuis le début, tandis que les marques européennes sont moins présentes au Japon. En Europe il a fallu attendre 2002/2003 pour les voir arriver.
De même, on trouve encore de nos jours difficilement des DVD-RAM vierges en grande surface et souvent à un prix élevé, ce qui a ralenti le marché du DVD-RAM en Europe.

## Principe
La structure de disque des DVD-RAM s'apparente à celle des disques durs et à la technologie des disquettes, car les données sont stockées dans des pistes concentriques. Les DVD-RAM peuvent être alors consultés comme n'importe quelle disquette ou disque dur sans logiciel spécial (à condition d'avoir un lecteur adéquat).
À l'opposé, pour les DVD-RW et DVD+RW, les données sont stockées dans une seule longue piste en spirale et exigent l'utilisation d'un logiciel spécial de lecture/écriture par paquets pour lire et écrire des disques de données.
Une fausse idée communément répandue stipule qu'un DVD-RAM emploie les technologies magnéto-optiques (MOIS). En fait, le DVD-RAM utilise un milieu pur à changement de phase, semblable à ceux des CD-RW ou des DVD-RW.
Un tel disque supporte par ailleurs quelque 100 000 cycles d'écriture/réécriture, au lieu des 1 000 cycles supportés par un DVD-RW. Ces disques optiques ne peuvent être relus que par un lecteur de DVD de quatrième génération, ou par un autre graveur de DVD-RAM.
Ils peuvent contenir jusqu'à 8,50 Go pour les modèles double face (ou 4,25 Go pour les modèles simple face), et étaient habituellement contenus dans une cartouche protectrice, amovible ou scellée.
Le format par défaut est l'UDF. Il nécessite alors des pilotes pour être utilisé. Mais il peut être reformaté en FAT32 et être alors utilisé, sous Windows (à partir de la version XP) avec l'aide d'un logiciel souvent de Panasonic ou Matsushita, sans lequel on ne peut que lire les disques mais pas les utiliser comme un disque dur.

## Utilisation comme disque dur sous Windows XP
Il est nécessaire d'installer le pilote Panasonic ou Matsushita. Il faut formater le disque avec le logiciel en FAT32, UDF 1.5 ou 2.0.
Ensuite la gravure se fera par simple copier/coller. Sans ce driver, on ne peut que lire le DVD-RAM mais pas l'effacer ni le graver.
Il faut aussi autoriser le programme à utiliser le graveur. En général, on peut désactiver la gravure par copier/coller.
Il faut aussi désactiver la gravure automatique de Windows XP pour ne pas entrer en conflit avec la gravure DVD-RAM qui n'est pas de même type.
Bémol : si on grave le disque avec Nero ou avec le logiciel de gravure de Windows XP on perd toutes les qualités du DVD-RAM. Il devient un simple DVD en iso ou udf, voire cdfs. Il sera impossible d'effacer un fichier et il faut reformater le disque avec le logiciel cité plus haut.
En FAT32 le disque est lisible même sous Windows 2000, 98 ou Me sans pilote. Par contre, il faut que le lecteur DVD lise les DVD-RAM.
En règle générale, les lecteurs de marque (Pioneer, Panasonic, Matshushita) lisent les DVD-RAM sans problème.
Un disque double face peut être gravé avec une face en FAT32 et l'autre face en gravure normale.
Les systèmes d'exploitation Mac OS (à partir de la version 8.6) et Linux l'utilisent comme un disque dur amovible de 4,7 Go en natif. Sous Linux, il peut également être formaté en ext2 mais n'est alors plus lisible sous Windows.

## Spécifications
Depuis la conférence internationale Funkausstellung Berlin 2003 les spécifications sont lancées sur le marché par le groupe de promotion RAM Promotion Group (RAMPRG), fondé par Hitachi, Toshiba, Maxell, LG Electronics, Matsushita/Panasonic, Samsung et TEAC.

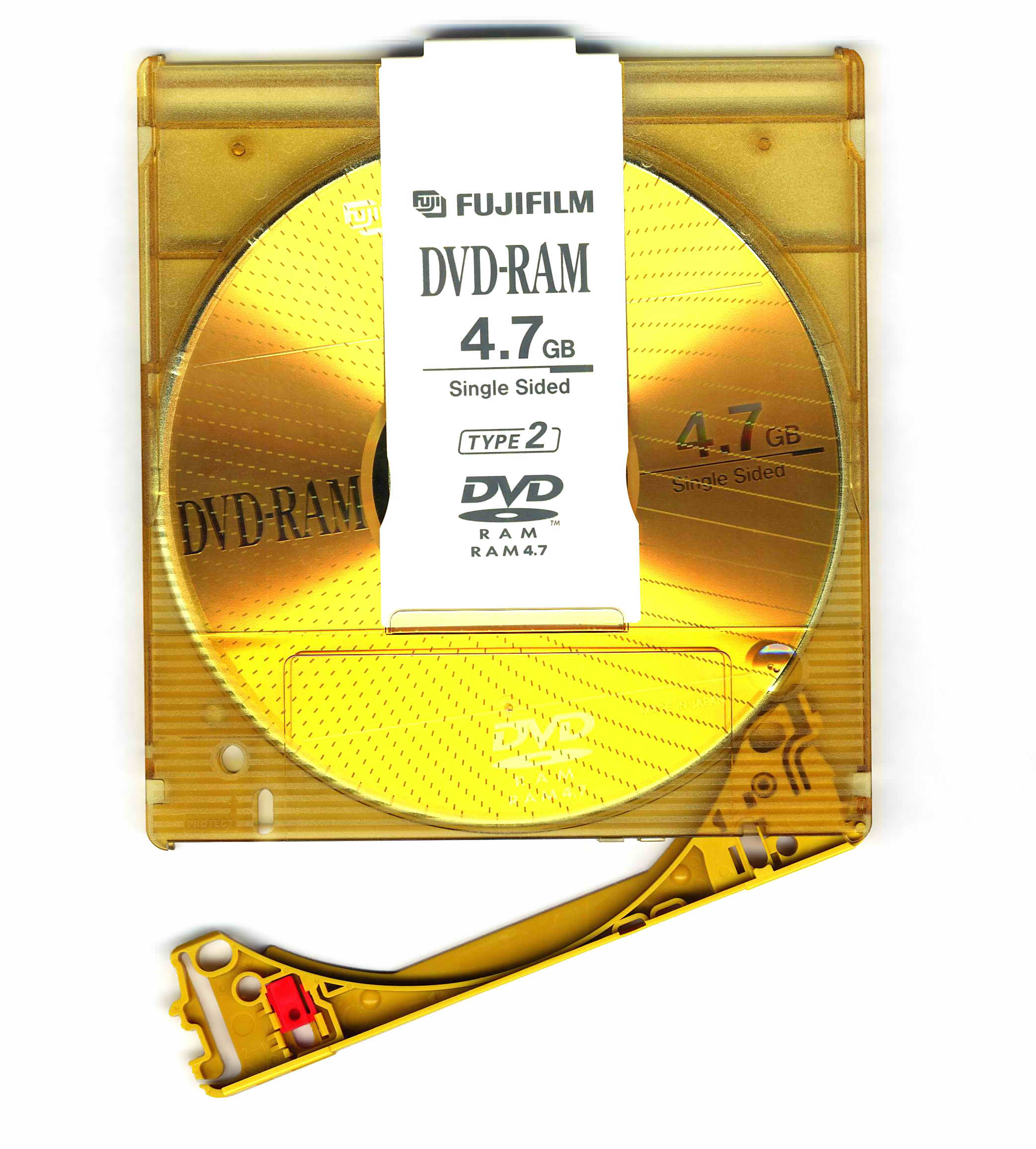
DVD-RAM de type 2.

Les spécifications distinguent 2 versions :
- DVD-RAM 1.0
  - Simple face, simple couche, avec une capacité de 2,58 Go
  - Double face, simple couche, avec une capacité de 5,16 Go
- DVD-RAM 2.0
  - Simple face, simple couche, avec une capacité de 4,25 Go soit 4 571 694 144 octets et non pas 4,37 Go 4 700 000 000 octets comme sur les dvd+R ou - R
  - Double face, simple couche, avec une capacité de 8,50 Go et pas 9,4 Go

Le DVD-RAM 2.00 est subdivisé en 2 classes (class 0 avec des vitesses de 2x à 5x, class 1 avec des vitesses de 6x à 16x).
Il existe également des DVD-RAM d'une capacité de 1,46 Go pour un disque à simple face, physiquement plus petits (80 millimètres de diamètre), mais ils sont rares.
À l'origine les DVD-RAM (disques de type 1.0) étaient seulement vendus dans des cartouches protectrices; les enregistreurs récents de DVD fonctionnent également avec des disques sans cartouche - quelques dispositifs ne supportent plus les cartouches du tout. Ainsi plusieurs modèles de graveurs DVD pour PC sont maintenant multi-format. Ils peuvent donc lire et graver aussi les DVD-RAM sans cartouche de protection.
Un disque à cartouche est environ 50 % plus cher qu'un disque sans cartouche.
Le fait que les premiers DVD-RAM étaient vendus dans des cartouches et exigeaient des lecteurs appropriés, différents des simples lecteurs DVD de salon ou des classiques graveurs PC, a certainement joué contre cette norme, les utilisateurs préférant les disques DVD+/-RW moins chers, plus simples à utiliser, et compatibles avec leur matériel informatique et audio-visuel.
Il est quand même possible de détruire la cartouche pour tirer le DVD-RAM et l'installer dans un lecteur de PC. Cependant, certaines cartouches n'étant pas ouvrables, on ne peut alors plus utiliser la cartouche.